# Rüdtligen-Alchenflüh
Rüdtligen-Alchenflüh (toponimo tedesco; fino al 1926 Rüdtligen) è un comune svizzero di 2 396 abitanti del Canton Berna, nella regione dell'Emmental-Alta Argovia (circondario dell'Emmental).

## Storia
Il comune è stato istituito nel 1833.

## Società

### Evoluzione demografica
L'evoluzione demografica è riportata nella seguente tabella:
Abitanti censiti

## Infrastrutture e trasporti
Rüdtligen-Alchenflüh è servito dalla stazione di Kirchberg-Alchenflüh sulla ferrovia Emmentalbahn.

## Amministrazione
Ogni famiglia originaria del luogo fa parte del cosiddetto comune patriziale e ha la responsabilità della manutenzione di ogni bene ricadente all'interno dei confini del comune.